# Ruy Barbosa (Bahia)
Ruy Barbosaé um município brasileiro do estado da Bahia, dentro da região da Chapada Diamantina. Localiza-se na Microrregião de Itaberaba e na Mesorregião do Centro-Norte Baiano, a uma altitude de 368 metros. A cidade está aos pés da linda Serra do Orobó (950 m), já utilizada como rampa de asa delta e para a prática do ecoturismo. A cidade da carne do sol possui mais de 30 mil habitantes. Sua economia está ligada ao polo industrial de calçados existente no município e à agropecuária, com destaque ao gado de corte.
Possui uma área de 2137,27 km².
O Conjunto Arquitetônico Ruy Barbosa foi tombado pelo Instituto do Patrimônio Artístico e Cultural da Bahia (IPAC) em 2002, através do processo nº 017. O tombamento compreende os logradouros: Rua J.J. Seabra, Praça Aminta Brito, Praça Dr. Claudionor B. Oliveira, Praça Santa Tereza, Praça Adalberto Sampaio, Rua Allan Kadec, Rua Navarro Lefunde e Rua Tiradentes.

## História do município

### Primórdios
Os habitantes originais do território onde está situado o atual município de Ruy Barbosa foram os indígenas Maracás que, no século XVII, desciam a Serra do Orobó para atacar os estabelecimentos portugueses no Recôncavo Baiano.
As primeiras penetrações  européias do território do atual município de Ruy Barbosa decorreram das entradas de bandeirantes paulistas, chefiados por Brás Rodrigues de Arzão, que, chegando a Salvador em agosto de 1671, logo se transferiram para Cachoeira, onde fixaram a base de operações contra os indígenas que atacavam os estabelecimentos portugueses no Recôncavo. Derrotados e subjugados, os indígenas se dispersaram pelas matas do sul da capitania.
Mais tarde, após o extermínio, aprisionamento ou expulsão dos indígenas, estas terras formaram a extensa sesmaria de cento e sessenta léguas que foi doada ao mestre de campo Antônio Guedes de Brito, que foi um dos primeiros a iniciar a criação de gado e a estabelecer currais a partir das margens baianas do rio São Francisco.
O desenvolvimento da pecuária nas regiões do Sertão da Bahia foi estimulado pela Carta Régia de 1701, que só permitia a criação de gado para além de uma faixa de dez léguas da costa, com isso, foram procuradas as terras do mestre de campo, que aforava "Sítios" de uma légua de extensão, a dez mil réis por ano.
Pelo alvará de 7 de agosto de 1768, o Conde de Avintes e 2º Marquês do Lavradio, D. Luís de Almeida Portugal, resolvendo litígio entre o conselheiro Joaquim Inácio da Cruz e sua sogra, dona Maria da Encarnação Correia, contra a viúva de Guedes Brito, foi-lhes passada a carta de arrematação, sendo doadas e concedidas sesmarias, em nome de el-rei, doze sítios dessas terras, citadas na jurisdição da Freguesia de Nossa Senhora do Rosário do Porto da Cachoeira e compreensão entre os rios Capivari e das Piranhas e as serras do Orobó e do Tupim.
O conselheiro Joaquim Inácio da Cruz e sua sogra tomaram posse das referidas terras em 19 de junho de 1769, seguindo auto lavrado pelo tabelião Antônio Nunes Bandeira. Gaspar de Araújo Pinto, segundo escritura pública lavrada em outubro de 1772em Salvador, adquiriu os ditos sítios por cem mil réis.
Com a morte deste, que teve o inventário julgado em 1778, na vila de Cachoeira, pelo juiz José Antônio Álvares de Araújo, as terras foram entregues á sua viúva, dona Inês Maria de Oliveira e seus cinco filhos, sendo que na divisão, foi adjudicar à viúva, entre outros a Fazenda "Brejo Grande da Serra do Orobó".
Coube ao capitão Inácio de Araújo Pinto, por testamento de dona Inês Maria de Oliveira, receber as terras da Fazenda Orobó Grande em herança, onde iniciou com seus irmãos, juntamente com Estevão de Azevedo, a construção de uma capela. Esta capela ainda existia até pouco tempo no centro da Praça Castro, tendo sido demolido pela situação de ruína em que se encontrava.
Esta Propriedade foi vendida a Antônio Francisco Pamponet, que passou a sisa em Camisão, em 25 de agosto de 1858, e por morte deste e de sua esposa, os filhos a dividiram, vendendo a diversos compradores.
De um ponto de pouso de viajantes que demandavam as lavras Diamantinas, surgiu a fazenda "Orobó Grande", uma rancheira, e em torno dela, uma pequena povoação que conservou esse mesmo topônimo.
Já em 1884, essa povoação foi elevada à freguesia, com denominação de Santo Antônio dos Viajantes do Orobó Grande, criado o distrito de paz de Orobó Grande, pela lei provincial 2.476, de 26 de agosto do mesmo ano e canonizada em novembro pelo arcebispo D. Luiz Antônio dos Santos, data de 9 de dezembro de 1884. O desmembramento dessa freguesia de Nossa Senhora do Rosário do Orobó é de 11 de janeiro do ano seguinte à posse de seu primeiro vigário, o padre Ventura Esteves.
Não foi rápido o seu crescimento, pois só em 25 de junho de 1914, pela Lei Estadual 1022-a, que foi criada a Vila de Orobó, desmembrada de Itaberaba. Deu-se a instalação oficial em 6 de outubro, constituído o município de único distrito.

### Séculos XX e XXI
Em 28 de agosto de 1922, por força da Lei Estadual 1.601, a Vila de Orobó foi elevada à categoria de cidade, com o nome de Ruy Barbosa, em homenagem ao famoso jurista Ruy Barbosa.
Pelo decreto 7.909, de 31 de dezembro de 1931, foram criados os distritos de Lajedinho e Morro das Flores. Nas divisões administrativas conseguintes, o município é formado pelos distritos de Ruy Barbosa (sede), Lajedinho, Morro das Flores e Paraíso. Em 1 de junho de 1944, o distrito de Paraíso passou a se chamar Tapiraípe.
Em 1962, o distrito de Lajedinho foi emancipado e tornou-se município.
Atualmente o município de Ruy Barbosa compõe-se dos distritos Sede, Santa Clara e Tapiraípe (Paraíso), povoados de Riacho Dantas, Zuca, Morro das Flores, Caldeirão do Morro, Humaitá e Nova Conquista (Colobró).
No século XX, a cidade era servida por ferrovia que se interligava a São Paulo, via Monte Azul e Belo Horizonte, a Salvador via Iaçu e Cachoeira e a Juazeiro. Trens de passageiros e de carga circularam de 1951, quando foi inaugurada a estação ferroviária de Morro das Flores, até 1978, quando foi extinto o “Trem da Gota”, o último trem de passageiro. O ramal Iaçu/Senhor do Bonfim foi extinto oficialmente em 1994.

## Surgimento
A história do município remonta ao século XVII, quando a região era alvo de trabalhadores do sertão baiano em busca de ouro. Este legado histórico confere à cidade uma identidade histórica, mantendo vivas as suas tradições e patrimónios culturais.
O município de Ruy Barbosa, antiga Vila do Orobó, ganhou esse nome em 1922 e se desenvolveu ao redor da praça da igreja de Santo Antônio. Recebeu o nome atual em homenagem ao político e jurista baiano Rui Barbosa. Além da economia baseada no granito, na exploração mineral, na pecuária bovina e leiteira, a cidade também é conhecida pela história associada.Em 9 de maio de 1962, pela Lei Estadual nº 2.766, o povoado anteriormente conhecido como Ruy Barbosa foi elevado à categoria de município e desmembrado de Barcelona. Sua sede foi instalada no atual distrito de Ruy Barbosa e abrangia apenas aquele distrito. Oficialmente estabelecido em 10 de junho de 1962. Na divisão territorial de 31 de dezembro de 1963, a cidade ainda era constituída apenas pelo seu distrito-sede.

## Demografia
Em 2022, a população foi estimada em 28 282 habitantes pelo censo daquele ano, realizado pelo Instituto Brasileiro de Geografia e Estatística (IBGE).